# Échenoz-la-Méline
Échenoz-la-Méline là một xã thuộc tỉnh Haute-Saône trong vùng Franche-Comté phía đông nước Pháp.